# 香港導盲犬協會
香港導盲犬協會（Hong Kong Guide Dogs Association，縮寫HKGDA），是香港的一個導盲犬服務機構，成立於2011年1月。同年6月，註冊為慈善機構。
HKGDA 曾招募導盲犬訓練學徒，到英國受訓兩年，以取得國際認可的「導盲犬定向行走訓練師」資格。
藝人馬浚偉獲香港導盲犬協會委任為「導盲犬關愛大使」，是香港首位導盲犬關愛大使，負責推廣香港導盲犬服務和宣傳的工作。

## 歷史

### 2011年
- 1月7日：香港導盲犬之父張偉民先生（Raymond Cheung） 及曾建平先生等人成立香港導盲犬協會，旨在推廣及提供正規和專業的導盲犬服務。
- 首兩隻導盲犬幼犬 Google 和 Iris 由台灣導盲犬協會送贈和引入香港，並由張偉民先生教導寄養家庭和跟進兩個家庭後續的訓練，還有負責 Google 和 Iris 專業的導盲犬引導訓練。後來，張偉民因為「理念不同」向協會提出請辭[4]。香港導盲犬協會副會長曾建平先生等人，與律師商討，透過法律途徑取回 Google 和 Iris。事情透過調解，但沒有成功。最後台灣導盲犬協會發出正式的證明書，表明導盲犬 Google 和 Iris 屬於香港導師張偉民先生以作為香港導盲犬的發展。[5]
- 3月：「4人4狗導盲犬使用者培訓先導計劃」引入首四隻來自國際認可學校的導盲犬 Nana & Deanna 和 Nera & Rally。此項目由心光盲人院暨學校和香港盲人輔導會合辦，香港導盲犬協會協辦。國際著名導盲犬專家 Ian Cox 先生應邀成為此項目的顧問。美國導盲犬協會為此項目提供導盲犬及相關支援服務。
- 6月：隨著「4人4狗」培訓先導計劃成功完成，香港導盲犬協會以獨立註冊慈善機構運作。

### 2012年
- 7月：派出一名學員陳穎芝（Fish Chan）到澳洲維多利亞省導盲犬學校接受導盲犬寄養家庭指導員訓練。
- 8月17日：「4人4狗」導盲犬使用者培訓先導計劃引入兩隻來自美國 Guiding Eyes for the Blind（GEB）受訓的導盲犬 Nana、其同父異母姊姊 Deanna 與其使用者在新聞發佈會跟傳媒會面。

### 2013年
- 3月：心光盲人院暨學校與香港盲人輔導會主辦的「4人4狗」，兩隻來自美國受訓的導盲犬 Nera、Rally 及其使用者回到香港正式開始工作。
- 5月：曾建平第一本以導盲犬 Deanna 主题著作《我是你的忠心GPS》，亦是全港首部以導盲犬為主題的書籍。Deanna 到步香港短短幾個月間，足跡已遍及香港各處。曾建平作為 Deanna 的主人，亦成為傳媒追訪的對象。
- 6月：得到領展支持，轄下所有商場全面歡迎已投入服務的導盲犬及受訓中導盲幼犬。
- 9月：得到利希慎基金贊助，由美國聘請 Brian C. Francis 任協會業務發展及培訓總監。Brian C. Francis 是一位導盲犬導師，在導盲犬行業擁有四十年經驗，曾任職於英國、加拿大及美國導盲犬機構，並曾於以上國家之導盲犬學校任職訓練主任、招生與畢業生服務主任等職位。在2010至2013年期間，更被委任為國際導盲犬聯盟之評估員，其職責為確保聯盟的成員學校，所提供的導盲犬活動均達至並保持最高水平。
- 10月25日：利希慎基金資助了協會的兩位學員胡清怡與潘國偉，分別於10月25日和2014年1月前往英國導盲犬協會接受首兩年導盲犬指導員訓練，然後回港完成最後一年的訓練。
- 11月3日：由心光盲人院暨學校與香港盲人輔導會主辦的「4人4狗」，心光盲人院暨學校與香港盲人輔導會把四頭導盲犬的跟進服務移交予香港導盲犬協會。[6]
- 12月20日：成立 Facebook粉絲專頁（香港導盲犬BB會HKGDA PUPPY CLUB），供公眾了解導盲犬BB在寄養家庭悉心的照顧下的成長點滴。

### 2014年
- 1月：派出學員潘國偉前往英國導盲犬協會接受為期兩年導盲犬指導員訓練，然後回港完成最後一年的訓練。
- 2月2日：獲得國際導盲犬聯盟確認為申請人階段（Applicant Organisation）。
- 3月：曾建平携同導盲犬 Deanna 第一次出鏡，同時亦成為首隻獲得 EU 護照的香港導盲犬。
- 9月：香港導盲犬協會繼「4人4狗」後，繼續得到美國 Guiding Eyes for the Blind 學校的支持，再次捐贈兩頭成犬 Jolee 與 Dina，並免费提供培訓給兩名香港視障人士。
- 9月：「愛‧匯聚計劃」成功為香港導盲犬協會引入八隻導盲幼犬：Dax & Delta、Eve & Elsa、Faith & Freda 和 Gaga & Ginny，進行幼犬培訓及公眾教育計劃。

### 2015年
- 5月9日：曾建平第二本以導盲犬 Deanna 主题著作《忠心GPS遊世界》面世。曾建平擔任國際病人組織聯盟管治委員會成員以及其他國際機構的執行委員，需要頻繁地到世界各地出席會議，2014年3月開始，Deanna 成了環球GPS，帶著曾先生外出，足跡遍及歐美日韓大中華，身體力行，繼續為導盲犬使用者造福。
- 10月：《忠心GPS遊世界》獲得金閱獎。
- 12月：學員胡清怡完成為期2年半導盲犬指導員訓練，回港繼續實習課程。

### 2016年
- 1月：聘請 Collin Yu 成為了香港導盲犬訓練學員，由已取得英國教援訓練員資格的 Cherrie Wu & Garrick Poon 指導。
- 3月：學員潘國偉完成為期2年半導盲犬指導員訓練，回港繼續實習課程。
- 4月21日：香港導盲犬協會獲得最佳香港網站獎（Best .hk Website Awards）。
- 5月：本地導盲犬繁殖計劃透過領展基金的資助（「愛‧匯聚計劃」），從澳洲購入第一隻優良品種導盲犬種犬：Fleur，成為協會第一隻母犬[7]。香港導盲犬協會亦正式成為香港公益金會員機構。
- 5月21日：獲得「國際導盲犬聯盟」頒發兩年一度的 Derek Freeman Scholarship，並獲得澳洲導盲犬學府「Guide Dog Victoria」的支持，將派員前往學習導盲繁殖技術。
- 7月：宣布擁有優良種犬血統的 Eve 成功甄選成為第一隻母種犬。協會至今已投入8隻服務導盲犬、2隻母種犬17導盲幼犬。
- 9月：宣布將會有兩隻導盲幼犬抵達香港：Lovey 及 LangLang。

### 2017年
- 1月：狗媽媽 Eve 透過澳洲的導盲犬學校（Guide Dog Victoria）的冷藏精子（chilled semen），人工受孕後誕下「七小福」：Popeye（男）、Popcorn（男）、Pasta（男）、Pancake（男）、Pepper（女）、Pudding（女）、Pizza（女）[8]，其中三隻是金棕色毛，四隻是純黑色。[9]

### 2018年
- 7月：發展局公布活化歷史建築伙伴計劃第5期結果，當中前流浮山警署會活化為導盲犬學苑，飼養及訓練導盲犬。香港導盲犬協會表示，日後可有地方繁殖導盲犬，預計每年可以繁殖約42隻狗[10]。
- 10月：該協會的首間導盲犬教育及培訓中心啟用，位於觀塘，面積逾5000呎。除訓練導盲犬外，也開始訓練自閉症治療犬[11]。

## 獲贈送之導盲幼犬
| 犬名    | 犬隻描述                                      | 出生地 | 送贈描述                                                          | 日後發展 |
| ------- | --------------------------------------------- | ------ | ----------------------------------------------------------------- | --- |
| Adam    | 協會的第1隻本地培育的幼犬；女                 |        | 2013年12月20日由澳洲昆士蘭導盲犬學校送贈                          | - |
| Anna    | 協會的第2隻本地培育的幼犬；女                 |        | 2013年12月20日由澳洲昆士蘭導盲犬學校送贈                          | 在2015年9月，跟使用者 Leon 配對成功，正式成為導盲犬。                                                                           |
| Bella   | 協會的第3隻本地培育的幼犬；女                 |        | 2014年7月17日由美國導盲犬學校 Guide Dogs for the Blind 送贈       | 在2016年3月29日，Bella 及導盲犬使用者林穎芝的配對訓練成功。 由英國受訓回港的導盲犬定向行走訓練員 Cherrie 訓練，Brian 從旁監督。 |
| Bene    | 協會的第4隻本地培育的幼犬；男                 |        | 2014年7月17日由美國導盲犬學校 Guide Dogs for the Blind 送贈       | - |
| Charlie | 協會的第5隻本地培育的幼犬                     |        | 2014年9月22日由紐西蘭導盲犬學校 Blind Foundation Guide Dogs 送贈  | - |
| Coco    | 協會的第6隻本地培育的幼犬                     |        | 2014年9月22日由紐西蘭導盲犬學校 Blind Foundation Guide Dogs 送贈  | - |
| Dax     | 協會的第7隻本地培育的幼犬                     |        | 2014年11月13日由英國導盲犬學校送贈                                | - |
| Delta   | 協會的第8隻本地培育的幼犬                     |        | 2014年11月13日由英國導盲犬學校送贈                                | - |
| Eve     | 協會的第7隻本地培育的幼犬；擁有種犬血統       | 澳洲   | 2015年5月7日                                                      | - |
| Elsa    | 協會的第8隻本地培育的幼犬；擁有種犬血統       | 澳洲   | 2015年5月7日                                                      | - |
| Faith   | 協會的第9隻本地培育的幼犬；擁有種犬血統       | 澳洲   | 2015年8月12日                                                     | - |
| Freda   | 協會的第10隻本地培育的幼犬；擁有種犬血統      | 澳洲   | 2015年8月12日                                                     | - |
| Gaga    | 協會的第11隻本地培育的幼犬 ；擁有種犬血統     | 澳洲   | 2015年8月12日                                                     | - |
| Ginny   | 協會的第12隻本地培育的幼犬；擁有種犬血統      | 澳洲   | 2015年8月12日                                                     | - |
| Harmony | 協會的第15隻本地培育的幼犬                    |        | 2016年1月21日由台灣惠光導盲犬學校送贈                             | - |
| Ivy     | 協會的第13隻本地培育的幼犬；擁有優良種犬血統  |        | 2016年1月27日由美國著名導盲犬學校 Guiding Eyes for the Blind 送贈 | - |
| Isla    | 協會的第14隻本地培育的幼犬 ；擁有優良種犬血統 |        | 2016年1月27日由美國著名導盲犬學校 Guiding Eyes for the Blind 送贈 | - |
| Jingle  | 協會的本地培育的幼犬；擁有種犬血統            | 澳洲   | 2016年6月24日                                                     | - |
| Joyful  | 協會的本地培育的幼犬；擁有種犬血統            | 澳洲   | 2016年6月24日                                                     | - |
| Kristy  | 協會的第26隻本地培育的幼犬                    | 澳洲   | 2016年7月12日                                                     | - |
| Kuman   | 協會的第27隻本地培育的幼犬                    | 澳洲   | 2016年7月12日                                                     | - |
| Koko    | ?                                             |        | ?                                                                 | - |

## 外部連接
- 官方網站 （页面存档备份，存于）
- 香港導盲犬協會的Facebook專頁